# 弗朗茨·克拉默

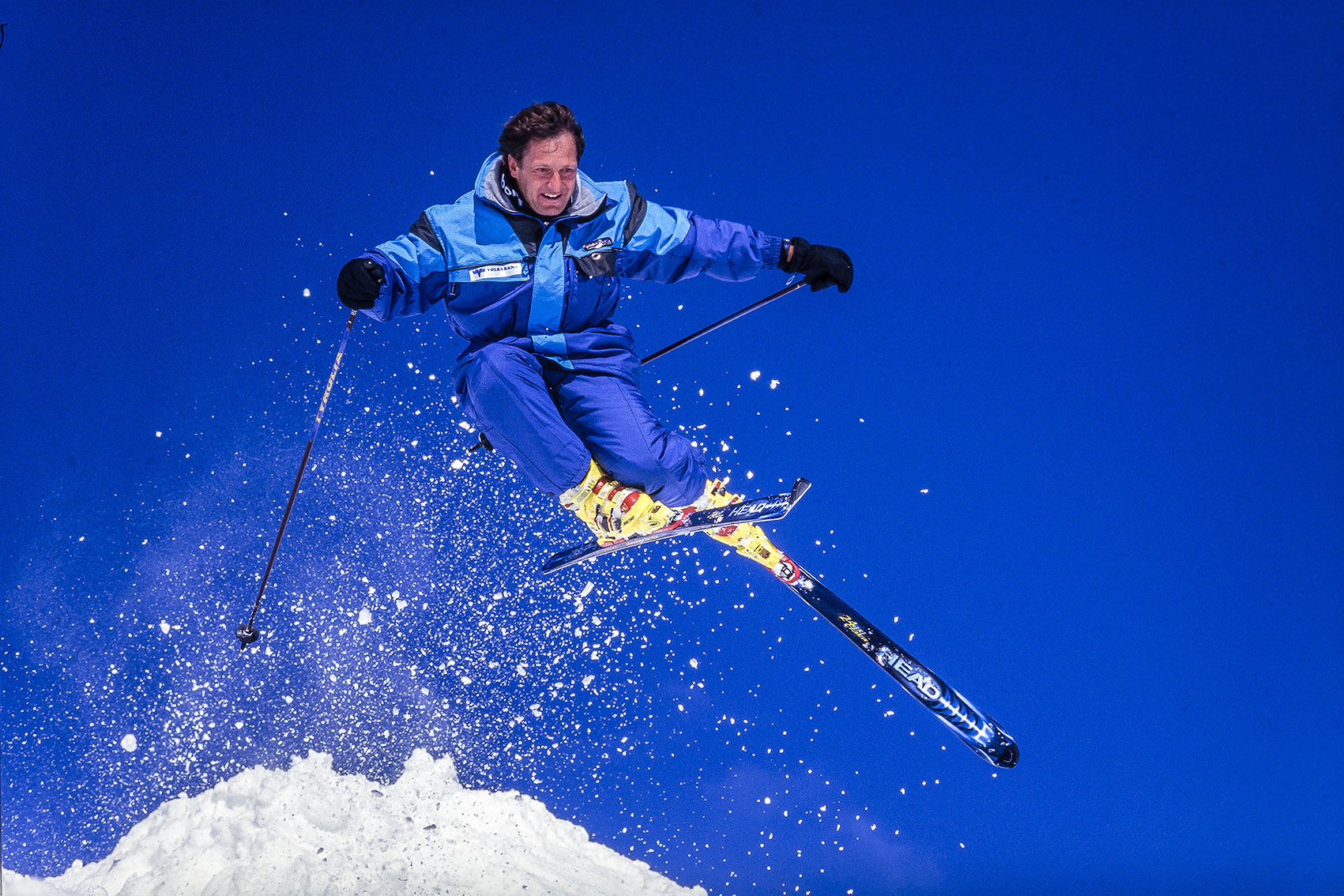
弗朗茨·克拉默

弗朗茨·克拉默（德語：Franz Klammer，1953年12月3日—），奥地利男子高山滑雪运动员。他曾代表奥地利参加1976年和1984年冬季奥林匹克运动会高山滑雪比赛，获得一枚金牌。